# Akören
Akören ist eine Stadtgemeinde (Belediye) im gleichnamigen Ilçe (Landkreis) der Provinz Konya in der türkischen Region Zentralanatolien und gleichzeitig ein Stadtbezirk der 1986 gebildeten Büyükşehir belediyesi Konya (Großstadtgemeinde/Metropolprovinz). Seit der Gebietsreform 2013 ist die Gemeinde flächen- und einwohnermäßig identisch mit dem Landkreis. Die im Stadtlogo manifestierte Jahreszahl (1914) dürfte ein Hinweis auf das Jahr der Erhebung zur Stadtgemeinde (Belediye) sein.

## Geografie
Der Landkreis/Stadtbezirk liegt im Süden der Provinz. Er grenzt im Westen an Ahırlı und an Seydişehir, im Norden an Meram, im Osten an Çumra und im Süden an Bozkır. Landstraßen verbinden den Hauptort im Osten mit der Fernstraße D-715 von Konya nach Silifke, im Süden mit Bozkır, im Westen mit der D-340 von Beyşehir nach Mut und im Norden mit der Provinzhauptstadt. Südwestlich der Kreisstadt liegt der Bergzug Alacadağ mit dem 2130 Meter hohen Ulusivri Tepesi und dem 1682 Meter hohen Karakışla Tepesi. Die Südgrenze des Kreises bildet die Schlucht Mavi Boğaz, durch die der Çarşamba Çayı fließt, eine Verbindung der Seen Suğla Gölü im Westen und Apa Barajı im Osten. Im Norden fließt von Westen nach Osten der Çomaklar Deresi, im Nordwesten liegt beim Ort Kayasu der kleine See Kayasu Göleti.

## Verwaltung
Ebenso wie fünf andere Kreise der Provinz wurde der Kreis durch das Gesetz 3392 im Jahre 1987 gebildet. Bis dahin war er ein Bucak im Landkreis Çumra und bestand aus der namensgebenden Belediye und acht Dörfern (Census 1985: 9.904 Einw.).
Der Landkreis bestand (bis) Ende 2012 aus der Kreisstadt und acht Dörfern. Im Zuge der Verwaltungsreform 2013/2014 wurden die Dörfer zu Mahalle (Stadtviertel/Ortsteile) heruntergestuft. Die sechs existierenden Mahalle der Kreisstadt blieben erhalten. Durch die Herabstufung zu Mahalle stieg deren Zahl auf 14 an. Ihnen steht ein Muhtar als oberster Beamter vor.
Ende 2020 lebten durchschnittlich 412 Menschen in jedem Mahalle, 944 Einw. im bevölkerungsreichsten (Ağalar Mah.).